# Paraxerus
Paraxerus — рід вивірок підродини Xerinae. Вони зустрічаються лише в Африці.

## Характеристики
Довжина голови й тулуба від 10 до 30 см, залежно від виду, а довжина хвоста — від 12 до 25 см. Забарвлення дуже різниться між видами. P. boehmi з поздовжніми смугами нагадує бурундука. P. lucifer має яскравий червонувато-коричневий колір і чорну пляму посередині спини.

## Спосіб життя
На відміну від більшості деревних вивірок, це товариські тварини. Групи зазвичай складаються з дорослої пари та їхніх дитинчат. Однак іноді об'єднуються в кілька сімей. Члени групи попереджають одне одного пронизливими свистами, коли наближаються хижаки. Кількість дитинчат у виводку коливається від одного до трьох.

## Види
11 видів цього роду:
- Paraxerus alexandri
- Paraxerus boehmi
- Paraxerus cepapi
- Paraxerus cooperi
- Paraxerus flavovittis
- Paraxerus lucifer
- Paraxerus ochraceus
- Paraxerus palliatus
- Paraxerus poensis
- Paraxerus vexillarius
- Paraxerus vincenti